# Metastelma sepicola
Metastelma sepicola är en oleanderväxtart som beskrevs av Henri François Pittier. Metastelma sepicola ingår i släktet Metastelma och familjen oleanderväxter. Inga underarter finns listade i Catalogue of Life.